# Первобытное искусство

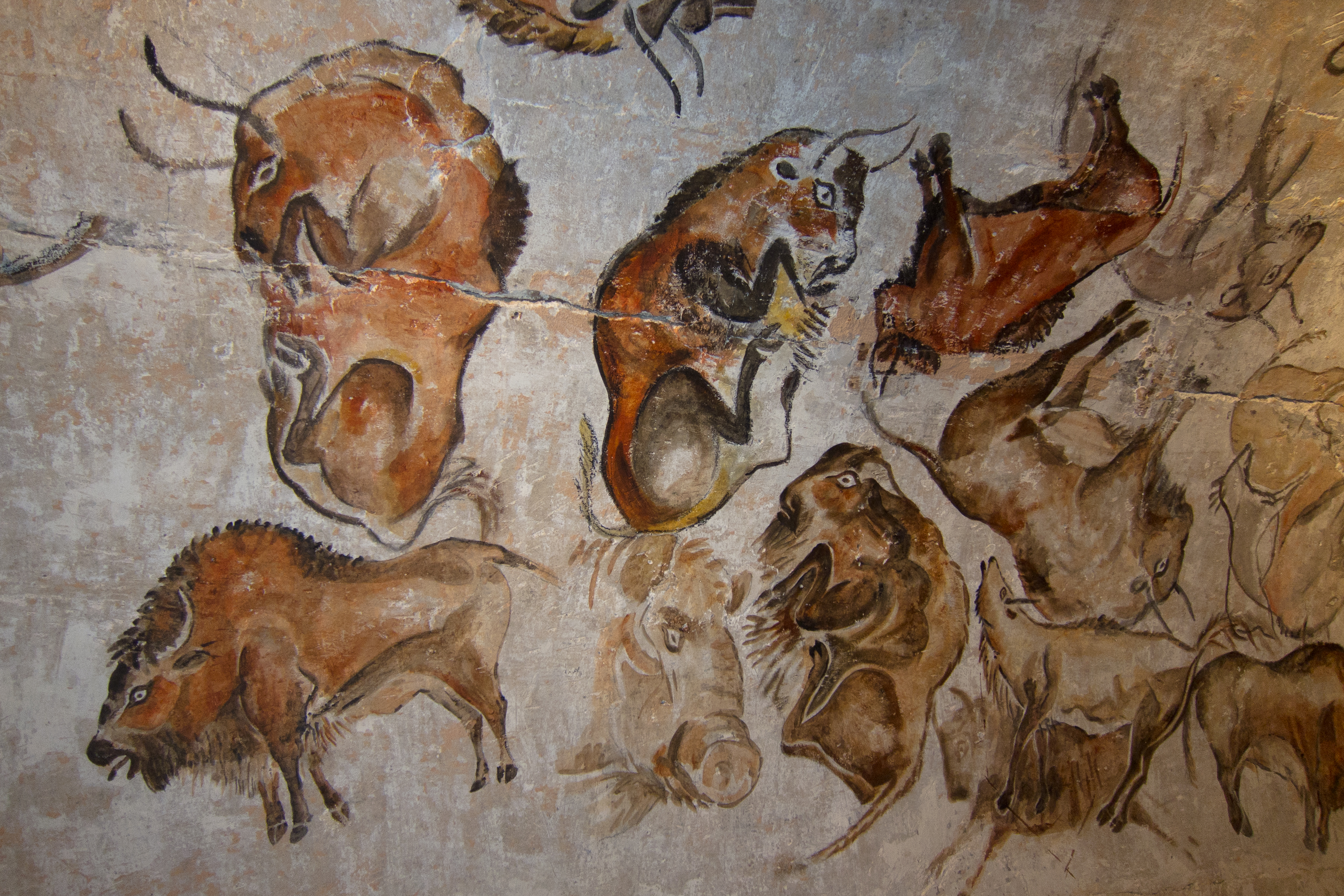
Дикие быки на стене пещеры Альтамира в Кантабрии (ок. 20 тыс. лет)

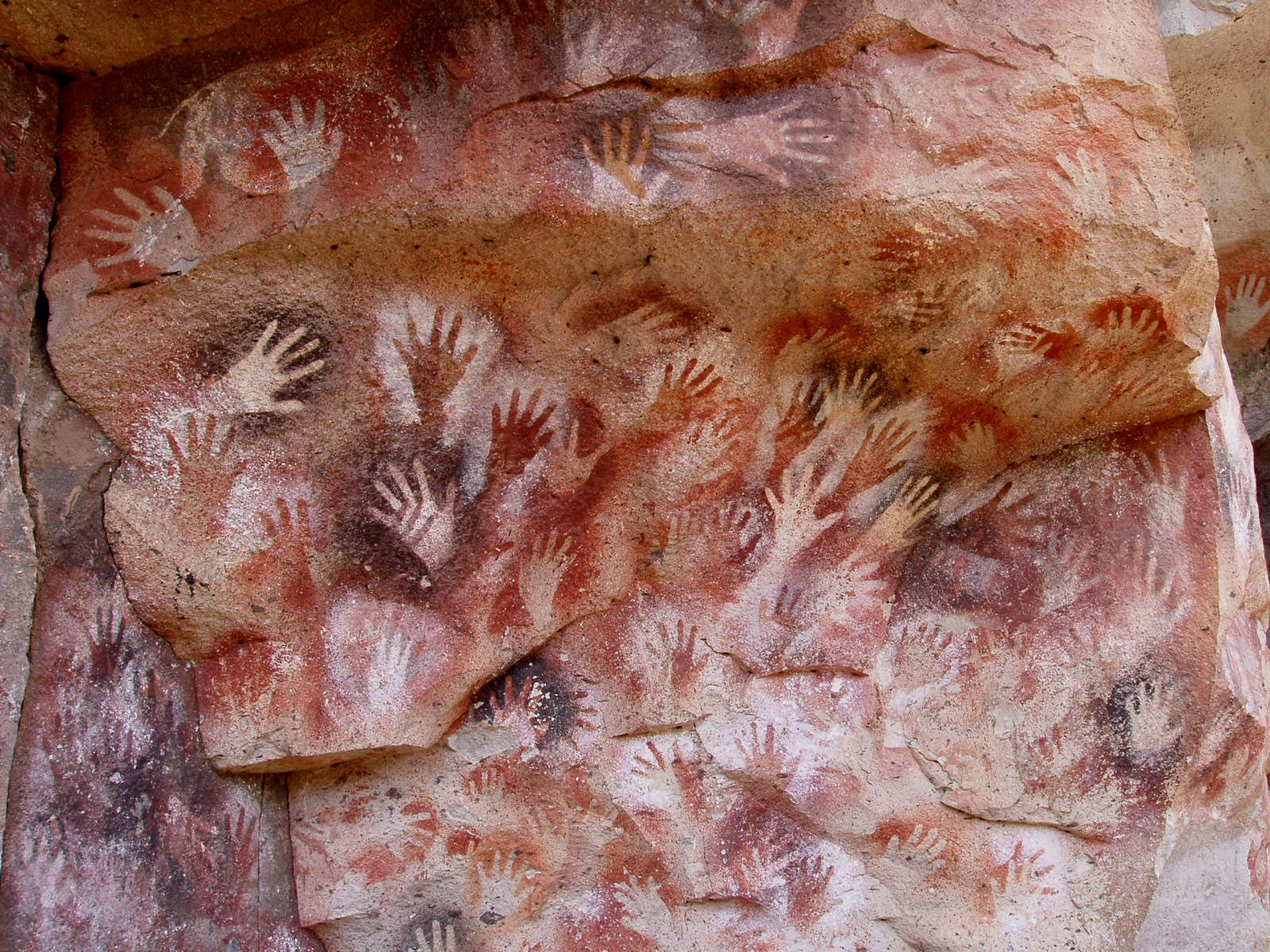
Отпечатки кистей рук принадлежат к древнейшим образцам искусства

Первобытное, или доисторическое искусство — искусство первобытного общества.
К числу древнейших неоспоримых свидетельств существования искусства принадлежат памятники позднего палеолита (40—35 тыс. лет): абстрактные знаки, выбитые на сверхтвёрдых скальных поверхностях; прорисовки кистей рук и анималистические пещерные изображения; зооморфная и антропоморфная скульптура малых форм из кости и камня; гравировки и барельефы на кости, каменных плитках и роге.

## Происхождение и периодизация
Появление зачатков искусства относят к эпохе мустье (150—120 тыс. — 35—30 тыс. лет назад). На отдельных предметах этого времени находят ритмические ямки и крестики — намёк на орнамент. О появлении зачатков искусства свидетельствует также окраска предметов (как правило, охрой). Изготовление орнамента связывается с т. н. «поведенческой современностью» — поведением, характерным для человека современного типа.
Многие виды искусства, вероятно, характерные для палеолита, не оставили по себе материальных следов. Принято считать, что, помимо сохранившихся до нашего времени скульптуры и наскальных рисунков, искусство древнего каменного века было представлено музыкой, танцами, песнями и обрядами, а также изображениями на поверхности земли, изображениями на коре деревьев, изображениями на шкурах животных, различными украшениями тела при помощи цветных пигментов и всевозможных природных предметов (бусы и т. п.).

### Ранний и средний палеолит
Находки первобытных украшений могут потребовать сдвига на много тысячелетий назад того времени, когда Homo sapiens sapiens впервые проявил способности к абстрактному мышлению. В 2007 году на востоке Марокко были найдены отдельные декорированные и перфорированные раковины, из которых, возможно, состояли бусы; их возраст — 82 тысячи лет. В пещере Бломбос (ЮАР) были найдены геометрические узоры охрой и более 40 раковин со следами окраски, свидетельствующими об их использовании в бусах возрастом в 75 тыс. лет. Три раковины моллюсков с выполненной 90 тыс. лет назад перфорацией, найденные археологами в Израиле и Алжире, также могли использоваться в качестве украшений.
Отдельные учёные утверждают, что антропоморфные куски камня «Венера из Берехат-Рама» (230 тыс. лет) и «Венера из Тан-Тана» (более чем 300 тыс. лет) имеют искусственное, а не естественное происхождение. Если такая трактовка обоснована, то искусство не является прерогативой одного только вида животных — Homo sapiens. Слои, где были найдены указанные фигурки, принадлежат к периоду, когда соответствующие территории были населены более древними видами людей (Homo erectus, неандертальцы).
Диагональные царапки акульим зубом на яванской раковине возрастом в 500 000 лет, по мнению группы учёных, были сознательно нанесены человеком прямоходящим. Полая бедренная кость пещерного медведя с двумя отверстиями возрастом 43 тыс. лет могла представлять собой подобие флейты, изготовленное неандертальцем (см. флейта из Дивье Бабе). С. Дробышевский описывает артефакт из пещеры Ла-Рош-Котар, населённой неандертальцами, следующим образом:

Это плоский кусок камня с засаженным в естественную щель осколком кости, подпёртым к тому же маленьким клинышком. В торчащих с двух сторон половинках кости при желании можно узреть глаза, а в каменном мостике над щелью — нос. Вопрос только в том, знал ли неандерталец, что сделал «маску»?

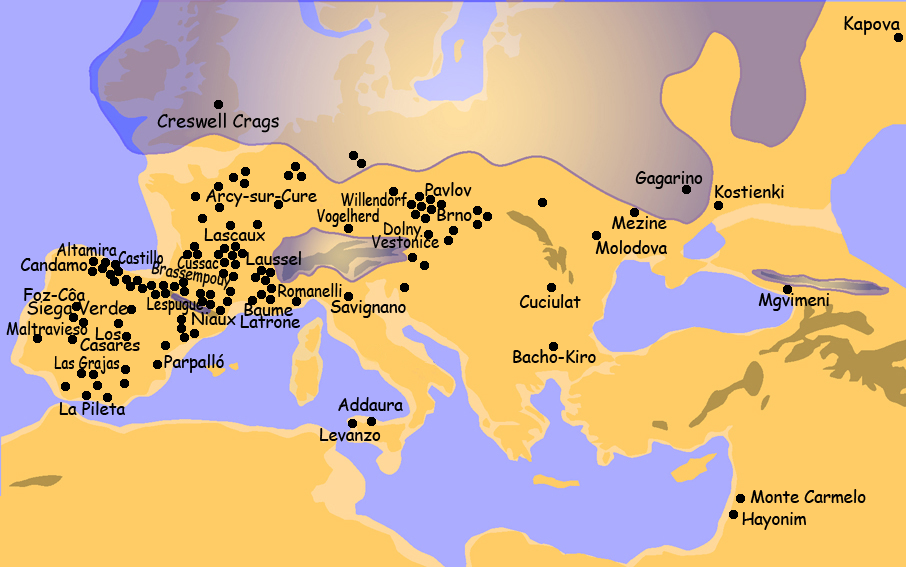
Распространение палеолитических поселений в Европе

Многие антропологи (включая Р. Клайна) отвергают рассуждения об искусстве неандертальцев как псевдонаучные спекуляции и отказывают артефактам среднего палеолита в каком-либо ином назначении, кроме утилитарного. Таким образом, существование искусства возрастом свыше 45 тыс. лет пока что относится к области гипотез, а не установленных фактов.

### Поздний палеолит

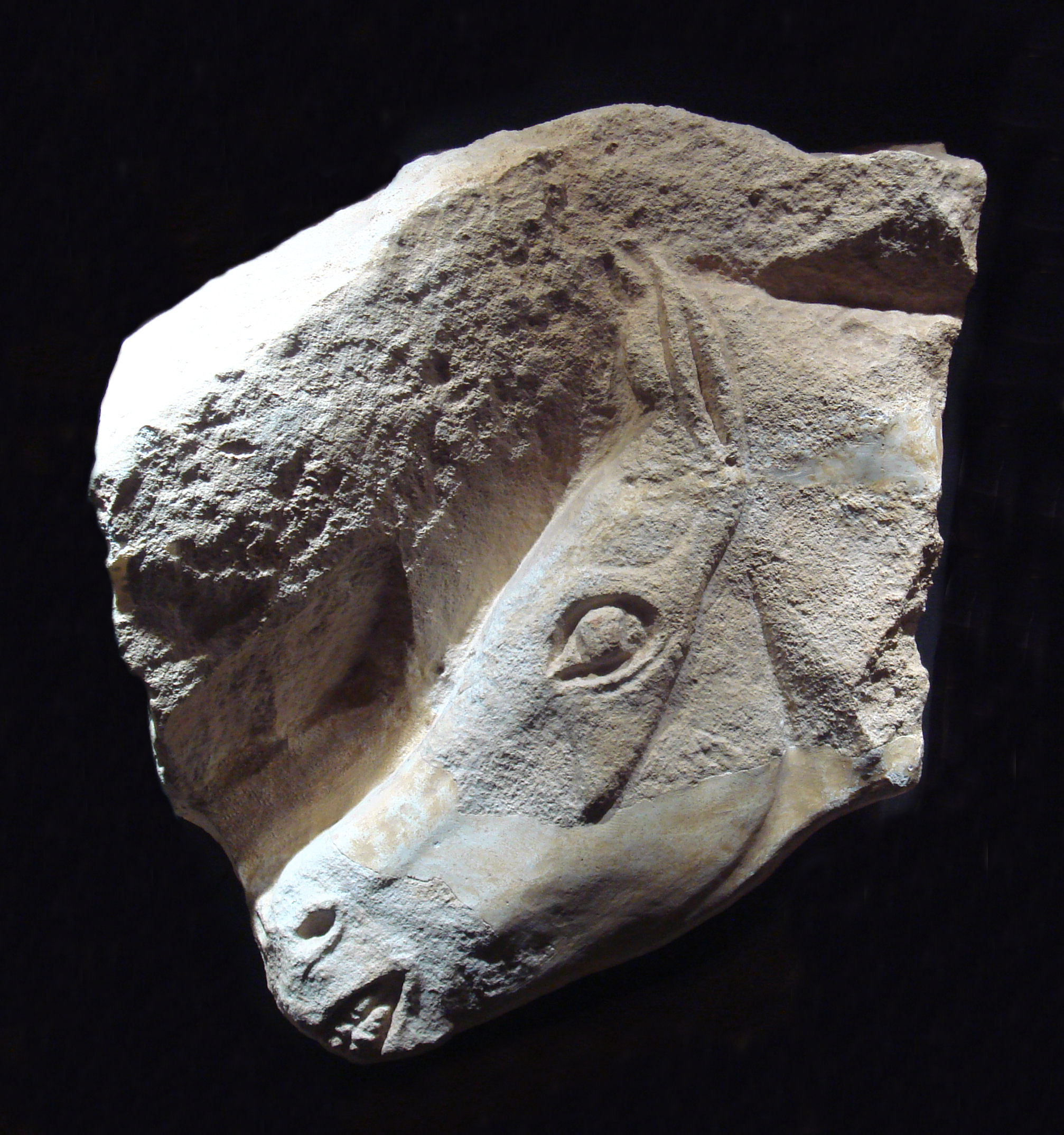
Голова лошади (мадленская культура)

К эпохе позднего палеолита (40—35 тыс. лет назад — 10 тыс. лет назад) относят первые несомненные образцы пластики (т. н. «палеолитические венеры»), расцвет пещерной живописи и наскальных росписей, развитие искусства резьбы по кости. На просторах Евразии получают распространение стилизованные перфорированные изделия из оленьего рога (en:Bâton de commandement), значение и функция которых окончательно не установлены (т. н. «командирские жезлы» или «жезлы повелевания»). Трасологи выяснили, что так называемые «жезлы», орнаментированные высверленными лунками, выполняли роль катушки при изготовлении верёвок. Учёные из университета Льежа доказали, что жезл из кости мамонта длиной 20,4 см с четырьмя дырками 7 и 9 мм в диаметре, обрамлёнными глубокими чёткими спиральными нарезками, использовали для изготовления верёвок из растительных волокон, доступных в районе пещеры Холе-Фельс.
Художник палеолита изображал то, что волновало его воображение, — чаще всего животных, на которых охотился: оленей, лошадей, зубров, мамонтов, шерстистых носорогов. Реже встречаются изображения хищников, которые представляют опасность для человека, — львов, леопардов, гиен, медведей. Фигуры людей — большая редкость (причём одиночные изображения мужчин не встречаются практически до самого конца палеолита).
Обработанные человеком бивни и кости животных могли перемещаться на большие расстояния. Так, в центре Европы (Гённерсдорф) обнаружены обработанные раковины морских моллюсков, которые были принесены сюда с берегов Средиземного моря (1000 км к югу). К сожалению, повышение уровня моря, вызванное таяньем льдов на исходе ледникового периода, не позволяет исследовать приморские поселения палеолита, которые в своём большинстве ушли под воду.
Старейшим наскальным изображением в начале XXI века считалась сцена сражения носорогов во французской пещере Шове (возраст около 32 тыс. лет). В июне 2012 г. в журнале «Science» были опубликованы новые методы датировки по урану в Шове и 11 испанских пещерах. Международной группе учёных впервые удалось получить надёжные серии датировок древнейших пещерных росписей. Изображения чёрных носорогов в пещере Шове оказались возрастом 35,3—38,8 тыс.лет. — на несколько тысяч лет позже, чем даты охристого пигмента изображений испанской пещеры Нерхи (43,5—42,3 тыс. лет).

### Мезолит
В наскальных изображениях времени мезолита (примерно с 10 по 8-е тысячелетия до н. э.) важное место занимают многофигурные композиции, изображающие человека в действии: сцены сражений, охоты и т. п.

### Неолит

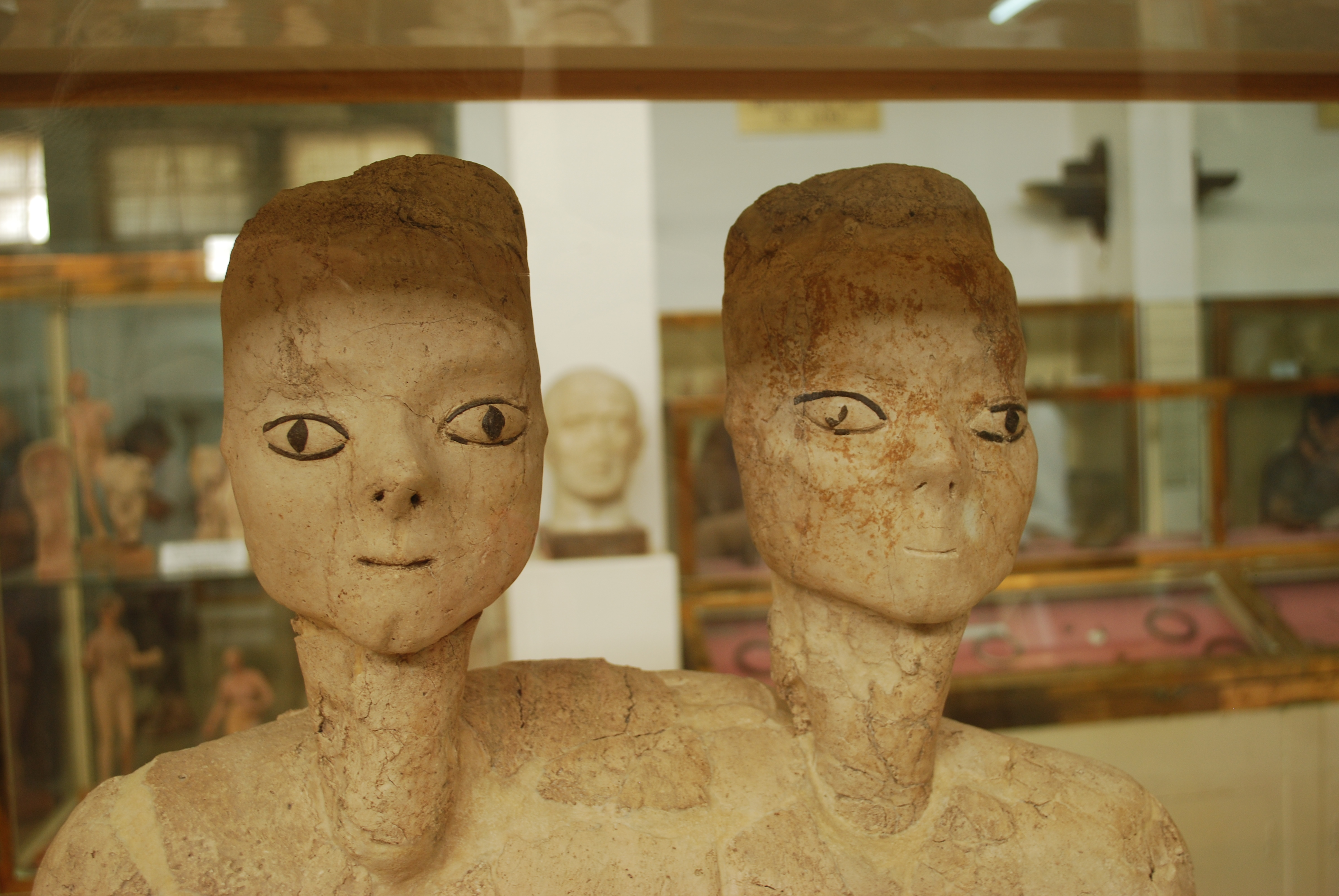
Фрагмент двухголовой алебастровой статуи из Айн-Гхасала (ок. 7000 г. до н. э.)

К новому каменному веку (примерно с 8-го тысячелетия до н. э.) относятся руины различных мегалитических построек на территории Европы, Южной Америки и Азии. К числу наиболее известных принадлежат Стоунхендж в Англии с вертикально установленными по кругу камнями (кромлехами) весом до 50 тонн и упорядоченные ряды из крупных необработанных камней-обелисков (менгиров) на бескрайнем Карнакском поле. 
В этот период изображения стали передавать отвлечённые понятия, сформировались многие виды декоративно-прикладного искусства (керамика, обработка металла, ткачество); широко распространилось связанное с ними искусство орнамента.

## Виды

### Первобытная скульптура
Древнейшие несомненные образцы скульптуры обнаружены в Швабском Альбе в слоях ориньякской культуры (35—40 тыс. лет). Среди них и древнейшая зооморфная фигура — человеколев из бивня мамонта. Стоянки более поздней мадленской культуры изобилуют резными изображениями на бивнях и костях животных, некоторые из которых достигают высокого художественного уровня.
|                         |  |                                                  |  |                          |
| Зубр, лижущий свою рану |  | «Плывущий олень» (11 тыс. лет до н. э., Франция) |  | Гиена из грота Ла-Мадлен |

Для верхнего палеолита особенно характерны фигурки тучных или беременных женщин, именуемые палеолитическими венерами. Типологически сходные статуэтки встречаются в срединной части Евразии на громадной территории от Пиренеев до озера Байкал. Эти фигурки вырезаны из костей, бивней и мягких пород камня (стеатит, кальцит, мергель или известняк). Известны также статуэтки, вылепленные из глины и подвергнутые обжигу, — древнейшие образцы керамики. Всё более стилизованные женские фигуры с преувеличенной грудью и ягодицами продолжали создаваться культурами балканского неолита (раннекикладская культура, находки из Хаманджии в Румынии).
Вероятно, ещё большее распространение имели в палеолите резьба по дереву и деревянная скульптура, не сохранившиеся по причине относительной хрупкости данного материала. Первый известный учёным образчик деревянной пластики — Шигирский идол — обнаружен на территории Свердловской области и имеет возраст 11 тыс. лет.

### Наскальная живопись

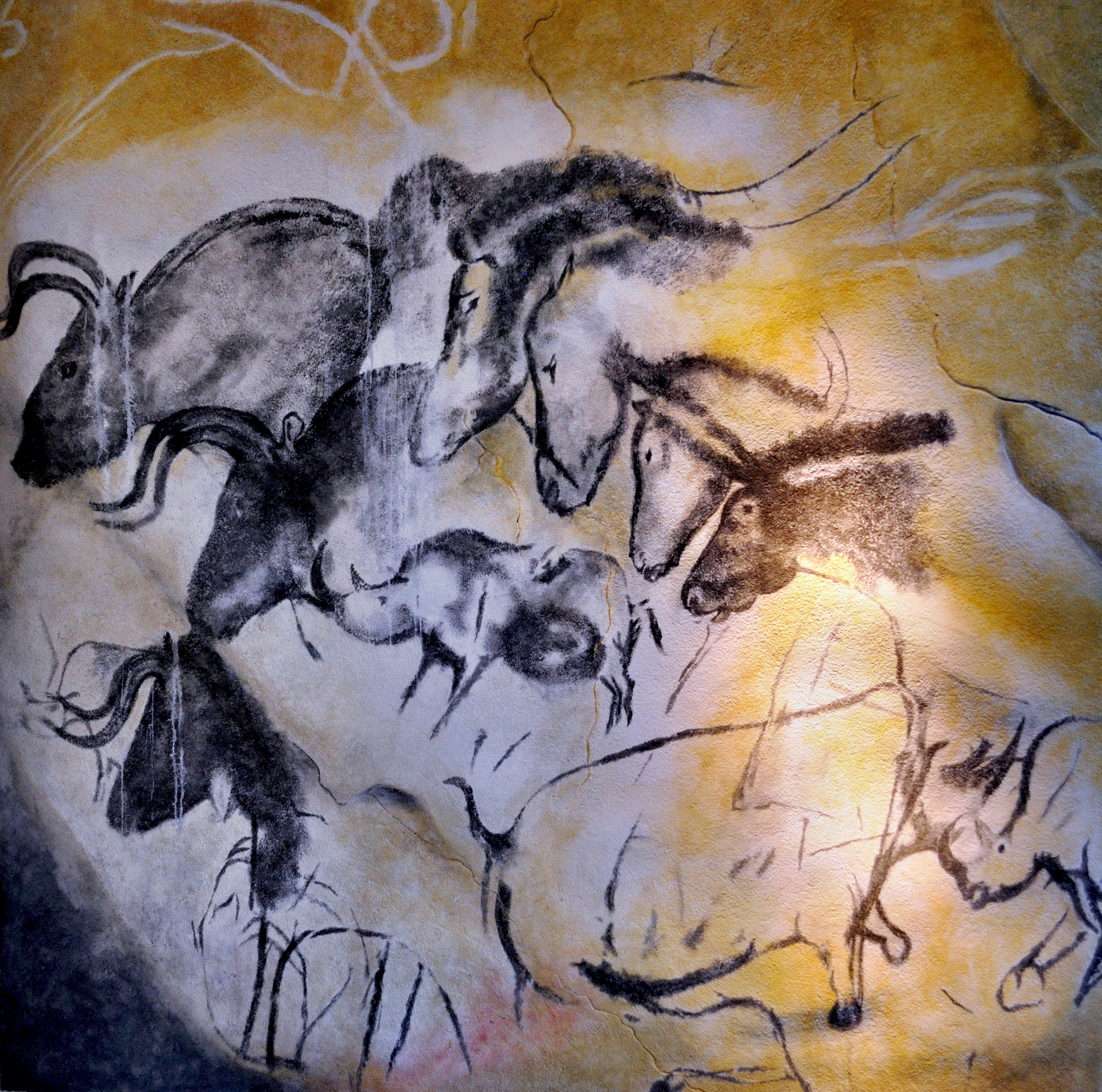
На стенах пещеры Шове, 35—39 тыс. лет назад

До наших времен сохранилось множество наскальных изображений, выполненных людьми эпохи палеолита, прежде всего — в пещерах. Большинство подобных объектов найдено в Европе, но их находят также и в других частях света — на территории Австралии, Южной Африки, Сибири. Всего известно не менее сорока пещер с палеолитической живописью. Многие образцы пещерной живописи являются объектами всемирного наследия ЮНЕСКО.
При создании изображений использовались краски из минеральных красителей (охра, оксиды металлов), древесного угля, и растительных красителей, смешиваемых с жиром или кровью животных, либо водой. Наскальные рисунки нередко выполнены с учётом цвета и формы скальной поверхности и с передачей движения изображённых животных, но, как правило, без соблюдения пропорций фигур, перспективы и без передачи объёма. На наскальных рисунках преобладают изображения животных, сцены охоты, фигурки людей и сцены обрядовой или повседневной деятельности (танцы и др.).
Вся первобытная живопись явление синкретичное, неотделимое от мифологии и культов. Со временем изображения приобретают отчётливые черты стилизации. Мастерство древних художников отразилось в умении передавать изобразительными средствами динамику и характерные особенности животных.

### Мегалитическая архитектура
Мегалиты (греч. μέγας — большой, λίθος — камень) — доисторические сооружения из больших блоков. В предельном случае это один модуль (менгир). Термин не является строго научным, поэтому под определение мегалитов и мегалитических сооружений попадает достаточно расплывчатая группа строений. Как правило, они относятся к дописьменной эпохе данной местности. Древнейший пример — массивные колонны в форме буквы Т, украшенные абстрактными пиктограммами и рельефными изображениями животных, на холме Гёбекли-Тепе (юго-восток Турции, 10-8 тыс. лет до н. э.).
Мегалиты распространены во всём мире, преимущественно в приморских областях. В Европе они в основном датируются эпохой энеолита и бронзового века (3—2 тыс. до н. э.), за исключением Англии, где мегалиты относятся к эпохе неолита. Мегалитические памятники особенно многочисленны и разнообразны в Бретани. Большое число мегалитов встречается на средиземноморском побережье Испании, в Португалии, части Франции, на западном побережье Англии, в Ирландии, Дании, на южном побережье Швеции и в Израиле. В начале XX века было распространено мнение, что все мегалиты принадлежали к одной глобальной мегалитической культуре, но современные исследования и методы датировки опровергают это предположение.
- менгир — одиночный вертикально стоящий камень
- кромлех — группа менгиров, образующая круг или полукруг
- дольмен — сооружение из огромного камня, поставленного на несколько других камней
- таула — каменное сооружение в форме буквы «Т»
- трилитон — сооружение из каменной глыбы, установленной на два вертикально стоящих камня
- сейд — в том числе сооружение из камня
- каирн — каменный курган с одним или несколькими помещениями
- крытая галерея
- лодкообразная могила

Назначение мегалитов не всегда можно установить. Многие из них представляют собой общинные сооружения с социализирующей функцией. Их возведение представляло для первобытной техники сложнейшую задачу и требовало объединения больших масс людей. Некоторые мегалитические сооружения, как, например, комплекс из более 3000 камней в Карнаке (Бретань), представляли собой важные церемониальные центры, связанные с культом мёртвых. Подобные мегалиты использовались для отправления погребального культа, в том числе служили для погребений. Другие комплексы мегалитов могли, вероятно, использоваться для определения времени астрономических событий, таких как солнцестояние и равноденствие.

### Предметы быта
К искусству из предметов быта относят игрушки для детей, украшения, различные ритуальные статуэтки. Как правило украшения выполнялись из бронзы. Орнаментальные украшения состояли большей частью из кругов, спиралей, волнистых линий и тому подобных мотивов. Особое внимание уделяли украшениям — они были крупного размера и сразу бросались в глаза.
Наряду с пещерными росписями и рисунками в ту пору изготовляли разнообразные изваяния из кости и камня. Их делали с помощью примитивных инструментов, и эта работа требовала исключительного терпения. Создание изваяний, без сомнения, тоже было связано с первобытными верованиями. 

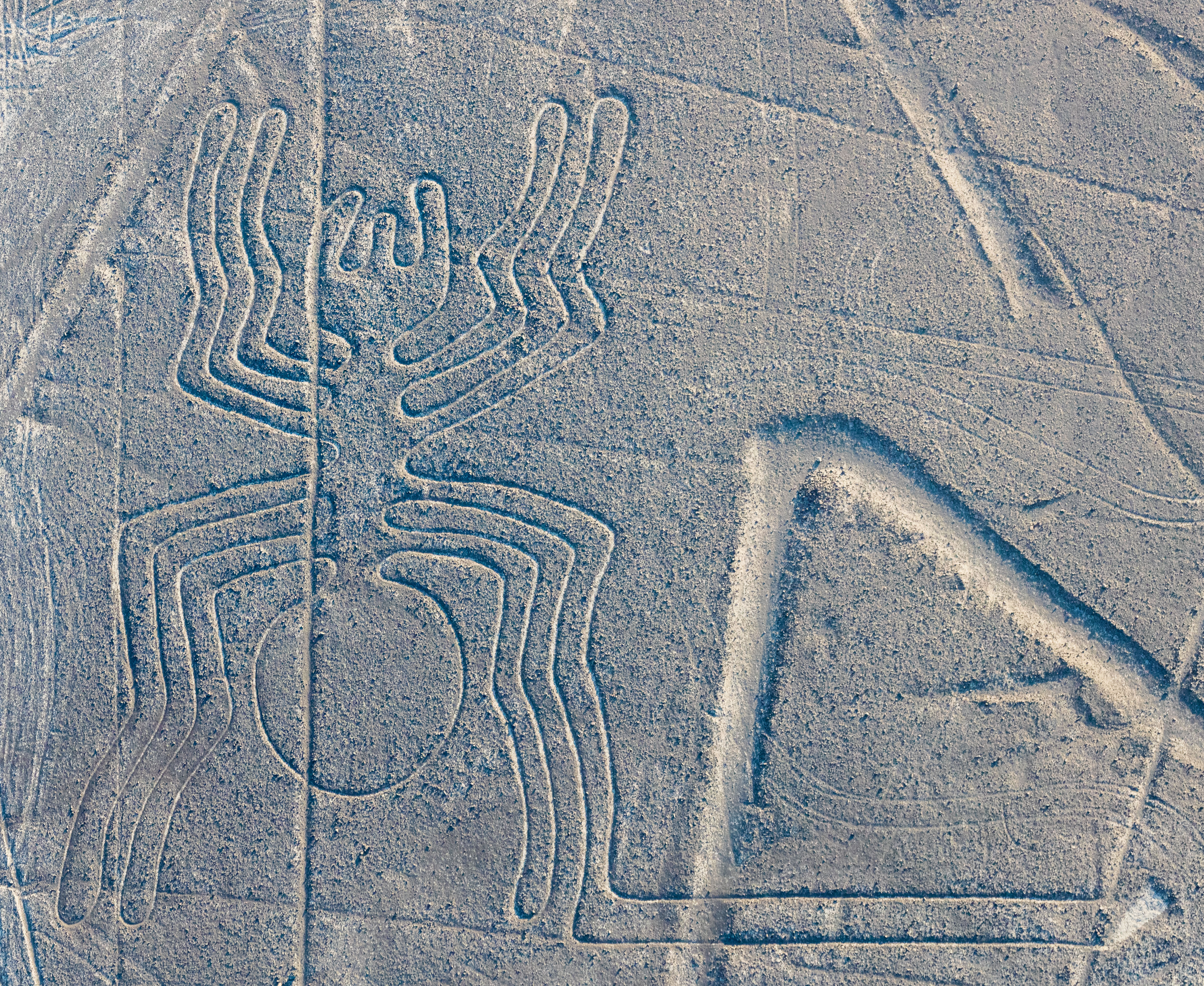
Геоглиф Наски с изображением паука

Украшение предметов повседневного обихода (каменных орудий и сосудов из глины) не имело практической необходимости. Одним из объяснений практики такого украшения служат религиозные верование людей каменного века, другой — потребность в красоте и получение радости от процесса творчества.

## История исследования
Первыми произведениями первобытного творчества, которые привлекли внимание науки, были великолепно реалистичные гравированные изображения животных на поверхностях костей к настоящему времени уже давно вымерших животных эпохи плейстоцена (закончившейся 11 тыс. лет назад), а также сотни крошечных бусин из природных материалов (окаменевших кальцитовых губок), найденные Буше де Пертом в 1830-е гг. на территории Франции. Тогда эти находки оказались предметом ожесточённого спора между первыми исследователями-любителями и догматичными креационистами в лице священнослужителей, уверенных в божественном происхождении мира.
Переворот во взглядах на первобытное искусство произвело открытие палеолитической пещерной живописи. В 1879 году Мария, восьмилетняя дочь испанского археолога-любителя М. де Саутуола, обнаружила на сводах пещеры Альтамира (север Испании) скопление крупных (1—2 метра) изображений бизонов, нарисованных красной охрой в разнообразных сложных позах. Это были первые росписи палеолитической живописи, обнаруженные в пещере. Их опубликование в 1880 году стало сенсацией. Первое сообщение об этом на русском языке появилось только в 1912 году, в переводе с французского языка шестого издания курса публичных лекций Саломона Рейнаха, прочитанного им в Луврской школе Парижа в 1902—1903 гг.
Большинство древнейших памятников искусства, поначалу попавших в поле зрения учёных, расположено на территории Европы. За пределами этой части света древнейшими считались наскальные рисунки Сахары в Тассилин-Адджере (12—10 тыс. лет). Лишь во второй половине XX века стало известно о существовании сравнимых по возрасту с европейскими памятников на других континентах:
- Азия: пещеры близ Мароса на Сулавеси и южнокорейская пещера Туробон содержат изображения, созданные ок. 40 тыс. лет назад[21][22];
- Австралия: пещера Габарнмунг в Арнем-Ленде, вероятно, заполнялась изображениями начиная со времени появления первых людей на континенте (не менее 27 тыс. лет назад);
- Африка: пещера Apollo 11 на юго-западе Намибии содержит изображения, созданные 27,5—22,5 тыс. лет назад[23];
- Америка: изображения в пещере Токепала (юг Перу) созданы не менее 11,5 тыс. лет назад[24].